# Nagadeba
Nagadeba is een geslacht van vlinders van de familie spinneruilen (Erebidae), uit de onderfamilie Calpinae.

## Soorten
- N. celenoalis Walker, 1858
- N. cinerea Hampson, 1895
- N. indecoralis Walker, 1865
- N. obenbergeri Strand, 1920
- N. polia Hampson, 1891
- N. szetschwanensis Draeseke, 1928